# Andries Maseko
Andries Maseko (Gauteng, 25 de diciembre de 1955 - Johannesburgo, 26 de octubre de 2013) fue un jugador de fútbol profesional sudafricano que jugaba en la demarcación de centrocampista.

## Biografía
Andries Maseko debutó como futbolista profesional en 1970 a los 15 años de edad con el Moroka Swallows FC. En 1974 llegó a marcar ocho goles en un partido contra el Umlazi Citizens, partido que acabó con un resultado de 13-1. Tras ocho años en el club y habiendo ganado la MTN 8 en 1975, Maseko se fue a los Estados Unidos para jugar con el Washington Diplomats, convirtiéndose así en uno de los primeros sudafricanos en jugar en América. Durante su estancia en el club fue compañero de equipo de Johan Cruyff y Guus Hiddink. Ya en 1980 el San Jose Earthquakes le fichó, y tras compartir vestuario con George Best, fue traspasado durante un corto período de tiempo al Phoenix Inferno. En 1983 volvió a Sudáfrica para jugar en el Benoni Premier United, club en el que se retiró como futbolista al finalizar la temporada.
Andries Maseko falleció a los 57 años de edad en el Hospital Chris Hani Baragwanath de Johannesburgo el 26 de octubre de 2013.

## Clubes
| Club                  | País           | Año         | Partidos | Goles |
| --------------------- | -------------- | ----------- | -------- | ----- |
| Moroka Swallows FC    | Sudáfrica      | 1970 - 1978 | ¿?       | 8     |
| Washington Diplomats  | Estados Unidos | 1978 - 1980 | 21       | 1     |
| San Jose Earthquakes  | Estados Unidos | 1980 - 1982 | 28       | 3     |
| Phoenix Inferno       | Estados Unidos | 1982 - 1983 | 18       | 1     |
| Benoni Premier United | Sudáfrica      | 1983 - 1985 | ¿?       | ¿?    |

## Palmarés
Moroka Swallows FC
- MTN 8: 1975